# 广西木犀榄
广西木犀榄（学名：Olea guangxiensis），为木犀科木犀榄属下的一个植物种。其种加词“guangxiensis”意为“广西的”。
现接受名为喜马木犀榄（Olea salicifolia Wall. ex G.Don, 1837）。